# Canton de Saint-Gobain
Le canton de Saint-Gobain est une ancienne division administrative française située dans le district de Chauny du département de l'Aisne. Son chef-lieu était la commune de Saint-Gobain et le canton comptait 11 communes.

## Histoire
Le canton est créé le 18 février 1790 sous la Révolution française,. Le canton a compté neuf communes avec Saint-Gobain pour chef-lieu.
Le canton disparaît le 25 septembre 1801 (3 vendémiaire, an X) sous le Consulat ; Andelain, Bertaucourt-Epourdon, Brie, Deuillet, Fourdrain, Fressancourt, Saint-Gobain, Servais sont rattachées au canton de La Fère alors que Barisis, Saint-Nicolas-aux-Bois et Septvaux sont reversées dans le canton de Coucy-le-Château.

## Composition
Le canton de Saint-Gobain est composé de 11 communes.
Le tableau suivant en donne la liste, en précisant leur nom, leur population en 1793, puis en 1800, leur cantons de rattachement de l'An X, et leur appartenance aux cantons actuels.

| Communes               | Population (1793) | Population (1800) | Canton de l'an X  | Canton actuel |
| ---------------------- | ----------------- | ----------------- | ----------------- | ------------- |
| Andelain               | 172               | 201               | La Fère           | Tergnier      |
| Barisis,               | 834               | 1 003             | Coucy-le-Château  | Vic-sur-Aisne |
| Bertaucourt-Epourdon   | 346               | 405               | La Fère           | Tergnier      |
| Brie                   | 187               | 212               | La Fère           | Tergnier      |
| Deuillet               | 203               | 230               | La Fère           | Tergnier      |
| Fourdrain              | 536               | 581               | La Fère           | Tergnier      |
| Fressancourt           | 111               | 119               | La Fère           | Tergnier      |
| Saint-Gobain           | 2 023             | 2 013             | La Fère           | Tergnier      |
| Saint-Nicolas-aux-Bois | 206               | 244               | Coucy-le-Château, | Tergnier      |
| Septvaux               | 207               | 259               | Coucy-le-Château  | Vic-sur-Aisne |
| Servais                | 451               | 529               | La Fère           | Tergnier      |

## Évolution démographique
| 1793  | 1800  |
| ----- | ----- |
| 5 276 | 5 796 |

Histogramme

(élaboration graphique par Wikipédia)